# Diana Mondino

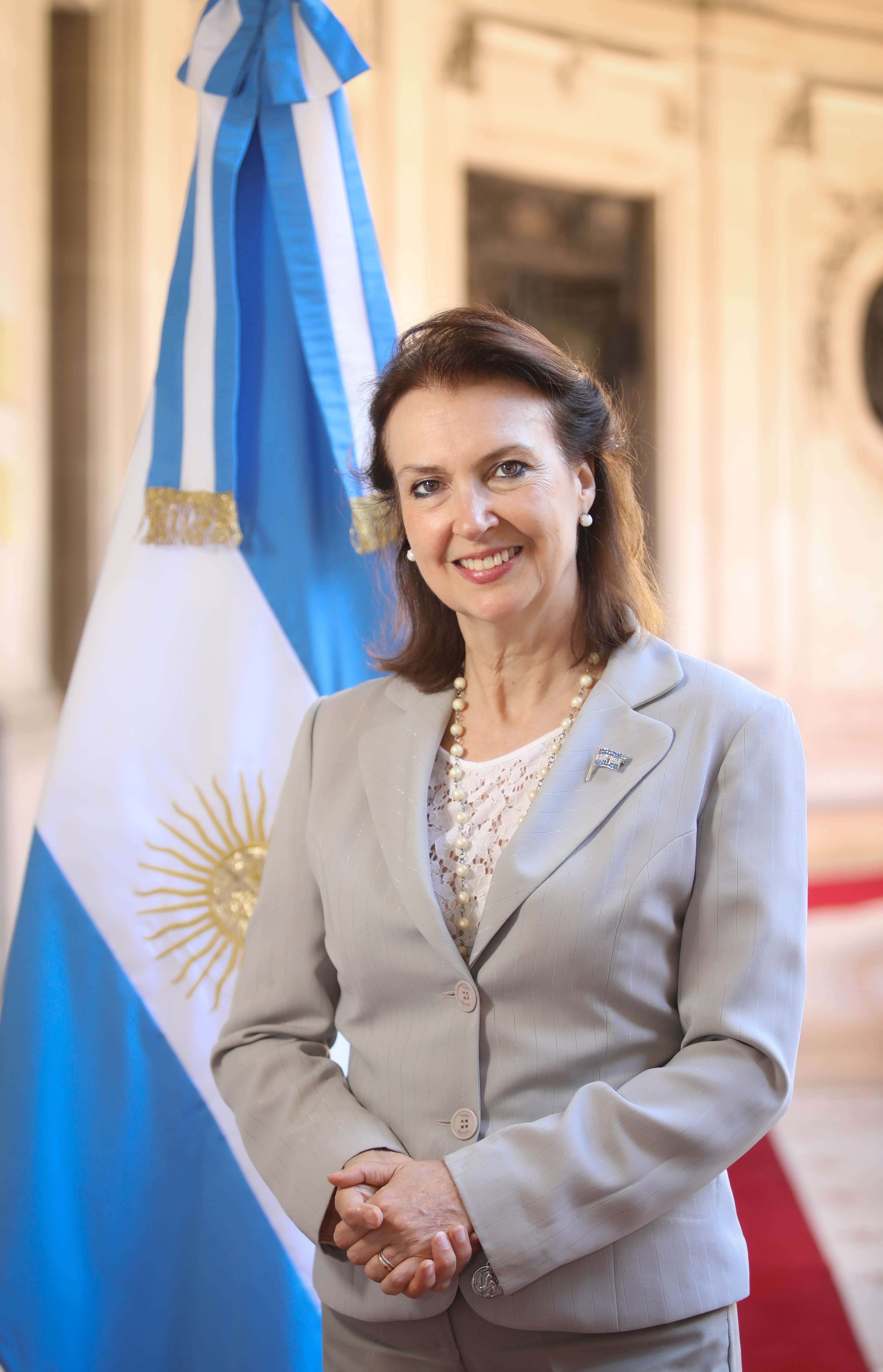
Diana Mondino (2023)

Diana Elena Mondino (* 8. August 1958 in Córdoba) ist eine argentinische Ökonomin und Politikerin mit libertärer Ausrichtung, die von Dezember 2023 bis Oktober 2024 unter Präsident Javier Milei als Außenministerin Argentiniens amtierte. Mondino war zuvor Direktorin für institutionelle Angelegenheiten und Professorin an der privaten CEMA-Universität.

## Laufbahn

### Ausbildung und Karriere
Mondino wurde 1958 in einer Familie piemontesischer Herkunft geboren. Sie studierte Wirtschaftswissenschaften an der Nationalen Universität Córdoba, wo sie für ihre akademischen Leistungen und ihren Notendurchschnitt ausgezeichnet wurde. Sie begann auch ein Doktorat in Wirtschaftswissenschaften an derselben Universität, schloss das Studium jedoch aufgrund bürokratischer Probleme nicht ab. 1982 zog Mondino nach Spanien und erwarb einen Master-Abschluss in Wirtschaft und Marketing an der IESE Business School der Universität Navarra. Nach ihrem Abschluss im Jahr 1986 setzte Mondino später ihre Ausbildung in den Vereinigten Staaten fort und erwarb 2001 einen Master-Abschluss an der Columbia Business School, 2018 einen Abschluss in Executive Education an der Yale School of Management und einen Postgraduierten-Abschluss in Ethik am Mendoza College of Business der University of Notre Dame in Indiana.
Mondino gründete 1991 Rysk Analysis, eine Ratingagentur. Sie arbeitete als Managerin für verschiedene Unternehmen im Privatsektor, darunter Loma Negra und S&P Global Ratings.

### Akademische Laufbahn
Mondino arbeitete an der Privatuniversität UCEMA als Professorin für Finanzen im Bachelor-Studiengang Betriebswirtschaft und Marketing. Sie war außerdem Direktorin für institutionelle Angelegenheiten an derselben Universität.

### Politische Karriere
Bei der Präsidentschafts- und Parlamentswahlen in Argentinien im Oktober 2023 trat Mondino für das libertäre Bündnis La Libertad Avanza in Buenos Aires an und wurde in die Abgeordnetenkammer gewählt. Sie war Beraterin von Javier Milei und eine enge Verbündete und war deshalb zeitweise als Vizepräsidentin im Gespräch. Als Milei zum Präsidenten gewählt wurde, legte Mondino ihr Amt in der Abgeordnetenkammer nieder und wurde im Dezember 2023 Außenministerin in seinem Kabinett. Während ihrer Amtszeit strebte die argentinische Regierung einen Beitritt zur OECD an und lehnt gleichzeitig eine BRICS-Mitgliedschaft ab.
Am 30. Oktober 2024 stimmte die weisungsgebundene argentinische Delegation in der Sitzung der Generalversammlung der Vereinten Nationen bei der seit 1992 jährlich stattfindenden Abstimmung für die völkerrechtlich nicht bindende Resolution über die „Notwendigkeit der Beendigung der von den Vereinigten Staaten von Amerika gegen Kuba verhängten Wirtschafts-, Handels- und Finanzblockade“. Daraufhin entließ Präsident Milei noch am selben Tag Mondino als Außenministerin mit der Begründung, sie habe „falsch gewählt“, und ernannte Gerardo Werthein zu ihrem Nachfolger. In einer offiziellen Verlautbarung schrieb Milei, dass Argentinien die kubanische Diktatur kategorisch ablehne und eine Außenpolitik vertrete, die jene Regime verurteilt, die die Menschenrechte und die persönlichen Freiheitsrechte verletzen; vom diplomatischen Korps sei gefordert, dass es bei jeder Entscheidung die Werte der Freiheit, der Souveränität und der individuellen Rechte vertrete, die die westlichen Demokratien kennzeichne.

## Kontroversen
Am 31. Oktober 2023 sorgte Mondino in einem Interview für Kontroversen, als sie sich für die Legalisierung des Organhandels aussprach und die gleichgeschlechtliche Ehe damit verglich, Läuse zu haben, obwohl sie sich gleichzeitig dafür aussprach.
Nach einem Besuch der Tiefraumstation Zapala sagte sie, dass „alle Chinesen gleich aussehen“.
Als Außenministerin beschäftigte sie ihren Sohn, Francisco Pendás, als Pressesprecher, was ihr den Vorwurf der Vetternwirtschaft einbrachte.